# Поново се волимо
Поново се волимо је десети албум Османа Хаџића, издат је 2011. године за издавачку кућу Grand Production.

## Списак песама
| №   | Назив                                                        | Трајање |  |
| 1.  | Не куцај на отворена врата                                   |         |  |
| 2.  | Исплакат ћу очи                                              |         |  |
| 3.  | Само једна жена зна                                          |         |  |
| 4.  | Поново се волимо                                             |         |  |
| 5.  | Ја рањен сам                                                 |         |  |
| 6.  | Нови дом                                                     |         |  |
| 7.  | Врати се                                                     |         |  |
| 8.  | Добро jутро                                                  |         |  |
| 9.  | Дуњо жута                                                    |         |  |
| 10. | Вријеме ће помоћи                                            |         |  |
| 11. | Зашто си са њим                                              |         |  |
| 12. | Врати се                                                     |         |  |
| 13. | Лијепа као гријех (Бонус песма, Фестивал Илиџа 2008. године) |         |  |
| 14. | Буди далеко (Бонус песма, Фестивал Вогошћа 2009. године)     |         |  |
| 15. | Пољуби ме (Бонус песма)                                      |         |  |
| 16. | Сретна нова (Бонус песма)                                    |         |  |